# Saison 2014-2015 du Jazz de l'Utah
La saison 2014-2015 du Jazz de l'Utah est la 41e saison de la franchise au sein de la NBA et la 36e saison au sein de la ville de Salt Lake City.

## Draft
| Tour | Choix | Joueur         | Poste | Nationalité | Provenance                    |
| ---- | ----- | -------------- | ----- | ----------- | ----------------------------- |
| 1    | 5     | Dante Exum     | SG    | Australie   | Australian Institute of Sport |
| 1    | 23    | Rodney Hood    | SG    | États-Unis  | Duke                          |
| 2    | 35    | Jarnell Stokes | PF    | États-Unis  | Tennessee                     |

## Classements de la saison régulière
| Conférence Ouest | Conférence Ouest                | Conférence Ouest | Conférence Ouest | Conférence Ouest | Conférence Ouest | Conférence Ouest | Conférence Ouest |
| No               | Franchise                       | Vic.             | Def.             | MJ               | MR               | % V/D            | RV               |
| ---------------- | ------------------------------- | ---------------- | ---------------- | ---------------- | ---------------- | ---------------- | ---------------- |
| 1                | Warriors de Golden State        | 67               | 15               | 82               | 0                | 81,7%            | -                |
| 2                | Rockets de Houston              | 56               | 26               | 82               | 0                | 68,3%            | 11               |
| 3                | Clippers de Los Angeles         | 56               | 26               | 82               | 0                | 68,3%            | 11               |
| 4                | Trail Blazers de Portland¹      | 51               | 31               | 82               | 0                | 62,2%            | 16               |
| 5                | Grizzlies de Memphis            | 55               | 27               | 82               | 0                | 67,1%            | 12               |
| 6                | Spurs de San Antonio T          | 55               | 27               | 82               | 0                | 67,1%            | 12               |
| 7                | Mavericks de Dallas             | 50               | 32               | 82               | 0                | 61,0%            | 17               |
| 8                | Pelicans de La Nouvelle-Orléans | 45               | 37               | 82               | 0                | 54,9%            | 22               |
|                  |                                 |                  |                  |                  |                  |                  |                  |
| 9                | Thunder d'Oklahoma City         | 45               | 37               | 82               | 0                | 54,9%            | 22               |
| 10               | Suns de Phoenix                 | 39               | 43               | 82               | 0                | 47,6%            | 28               |
| 11               | Jazz de l'Utah                  | 38               | 44               | 82               | 0                | 46,3%            | 29               |
| 12               | Nuggets de Denver               | 30               | 52               | 82               | 0                | 36,6%            | 37               |
| 13               | Kings de Sacramento             | 29               | 53               | 82               | 0                | 35,4%            | 38               |
| 14               | Lakers de Los Angeles           | 21               | 61               | 82               | 0                | 25,6%            | 46               |
| 15               | Timberwolves du Minnesota       | 16               | 66               | 82               | 0                | 19,5%            | 51               |

| Division Nord-Ouest       | V  | D  | MJ | % V/D | GB | Dom   | Ext   | Div  | Conf  |
| ------------------------- | -- | -- | -- | ----- | -- | ----- | ----- | ---- | ----- |
| Trail Blazers de Portland | 51 | 31 | 82 | 62,2% | -  | 32-9  | 19-22 | 11-5 | 31-21 |
| Thunder d'Oklahoma City   | 45 | 37 | 82 | 54,9% | 6  | 29-12 | 16-25 | 10-6 | 25-27 |
| Jazz de l'Utah            | 38 | 44 | 82 | 46,3% | 13 | 21-20 | 17-24 | 9-7  | 23-29 |
| Nuggets de Denver         | 30 | 52 | 82 | 36,6% | 21 | 19-22 | 11-30 | 6-10 | 19-33 |
| Timberwolves du Minnesota | 16 | 66 | 82 | 19,5% | 35 | 9-32  | 7-34  | 4-12 | 7-45  |

## Effectif
| Jazz de l'Utah Effectif 2014-2015 |    |                        |                    |                               |
| Entraîneur : Quin Snyder          |    |                        |                    |                               |
| Ailier fort                       | 33 | Drapeau des États-Unis | Trevor Booker      | Clemson                       |
| Meneur                            | 3  | Drapeau des États-Unis | Trey Burke         | Michigan                      |
| Arrière                           | 10 | Drapeau des États-Unis | Alec Burks         | Colorado                      |
| Ailier fort                       | 45 | Drapeau des États-Unis | Jack Cooley        | Notre Dame                    |
| Meneur                            | 8  | Drapeau des États-Unis | Bryce Cotton       | Providence                    |
| Ailier fort                       | 40 | Drapeau des États-Unis | Jeremy Evans       | Western Kentucky              |
| Arrière                           | 11 | Drapeau de l'Australie | Dante Exum         | Australian Institute of Sport |
| Ailier fort                       | 15 | Drapeau des États-Unis | Derrick Favors (C) | Georgia Tech                  |
| Pivot                             | 27 | Drapeau de la France   | Rudy Gobert        | France                        |
| Ailier                            | 20 | Drapeau des États-Unis | Gordon Hayward (C) | Butler                        |
| Ailier                            | 5  | Drapeau des États-Unis | Rodney Hood        | Duke                          |
| Ailier                            | 2  | Drapeau de l'Australie | Joe Ingles         | Australian Institute of Sport |
| Ailier fort                       | 17 | Drapeau des États-Unis | Grant Jerrett      | Arizona                       |
| Arrière                           | 23 | Drapeau des États-Unis | Chris Johnson      | Dayton                        |
| Arrière                           | 13 | Drapeau des États-Unis | Elijah Millsap     | Alabama-Birmingham            |
| (C) - Capitaine, Blessé           |    |                        |                    |                               |

## Transactions

### Transferts
| 19 février | Vers Utah Jazz Kendrick Perkins (d'Oklahoma City) Grant Jerrett (d'Oklahoma City) Rights to Tibor Pleiß (d'Oklahoma City) Premier tour de draft 2017 (d'Oklahoma City) Second tour de draft 2017 (de Detroit) | Vers Oklahoma City Thunder Enes Kanter (d'Utah) Steve Novak (d'Utah) D. J. Augustin (de Detroit) Kyle Singler (de Detroit) Second tour de draft 2019 (de Detroit) | Vers Detroit Pistons Reggie Jackson (d'Oklahoma City) |